# USS Chippewa (1814)
Pour les autres navires du même nom, voir USS Chippewa.
L'USS Chippewa est un navire de ligne de l'United States Navy dont la construction a débuté au chantier naval de Sackets Harbor en 1814 après que le contrat soit signé le 15 décembre 1814. Bien que la quille du navire ait été posée, il ne fut jamais lancé et terminé. Il est vendu le 1er novembre 1833.
Il aurait été nommé en référence à la bataille de Chippawa, durant la guerre de 1812.